# Winston-Salem Open 2024
Winston-Salem Open 2024 byl tenisový turnaj na mužském profesionálním okruhu ATP Tour hraný v areálu Wake Forest University. Padesátý pátý ročník Winston-Salem Open probíhal mezi 18. a 24. srpnem 2024 v severokarlínském Winston-Salemu, na dvorcích s tvrdým povrchem Laykold.
Turnaj dotovaný 867 750 dolarů patřil do kategorie ATP Tour 250. Jednalo se o poslední díl mužské poloviny letní US Open Series, závěrečnou generálku před newyorským grandslamem US Open. Nejvýše nasazeným singlistou se stal dvacátý tenista světa Sebastián Báez z Argentiny, kterého ve druhém kole vyřadil Borna Ćorić. Jako poslední přímý účastník do dvouhry nastoupil jeho krajan, 99. hráč žebříčku Francisco Comesaña. V důsledku invaze Ruska na Ukrajinu na konci února 2022 řídící organizace tenisu ATP, WTA a ITF s grandslamy rozhodly, že ruští a běloruští tenisté mohli dále na okruzích startovat, ale do odvolání nikoli pod vlajkami Ruska a Běloruska.
Čtvrtý singlový titul na okruhu ATP Tour vybojoval 29letý Ital Lorenzo Sonego, který jako jedenáctý aktivní tenista zkompletoval trofeje z tvrdého povrchu v hale i pod otevřeným nebem, trávy a antuky. Deblovou trofej obhájili Američané Nathaniel Lammons s Jacksonem Withrowem a získali devátý společný titul ze čtyřhry ATP.

## Rozdělení bodů a finančních odměn

### Rozdělení bodů
| Soutěž  | Soutěž      | vítězové | finalisté | semifinalisté | čtvrtfinalisté | 16 v kole | 32 v kole | 48 v kole | Q | Q2 | Q1 |
| ------- | ----------- | -------- | --------- | ------------- | -------------- | --------- | --------- | --------- | - | -- | -- |
| dvouhra | [ 1 ] [ 5 ] | 250      | 165       | 100           | 50             | 25        | 13        | 0         | 8 | 4  | 0  |
| čtyřhra | [ 6 ]       | 250      | 150       | 90            | 45             | 0         | 0         | 0         | — | —  | —  |

Vysvětlivky
1. ↑  Nasazení s volným losem do druhého kola v případě prohry neobdrželi žádné body.'"`UNIQ--ref-00000012-QINU`"'

### Finanční odměny
| Soutěž                                | Soutěž      | vítězové  | finalisté | semifinalisté | čtvrtfinalisté | 16 v kole | 32 v kole | 48 v kole | Q2      | Q1      |
| ------------------------------------- | ----------- | --------- | --------- | ------------- | -------------- | --------- | --------- | --------- | ------- | ------- |
| dvouhra                               | [ 1 ] [ 5 ] | 107 060 $ | 61 435 $  | 35 280 $      | 20 375 $       | 11 640 $  | 6 840 $   | 4 160 $   | 2 205 $ | 1 215 $ |
| čtyřhra                               | [ 6 ]       | 42 120 $  | 22 050 $  | 12 470 $      | 7 220 $        | 4 260 $   | —         | —         | —       | —       |
| částky ve čtyřhře jsou uvedeny na pár |             |           |           |               |                |           |           |           |         |         |

## Mužská dvouhra

### Nasazení
| Stát                          | Hráč                    | ATP | Nasazení |
| ----------------------------- | ----------------------- | --- | -------- |
| Argentina                     | Sebastián Báez          | 20. | 1.       |
| Spojené království            | Jack Draper             | 28. | 2.       |
| Argentina                     | Francisco Cerúndolo     | 29. | 3.       |
| Francie                       | Adrian Mannarino        | 33. | 4.       |
| Itálie                        | Luciano Darderi         | 34. | 5.       |
| Argentina                     | Tomás Martín Etcheverry | 37. | 6.       |
| Argentina                     | Mariano Navone          | 38. | 7.       |
| Portugalsko                   | Nuno Borges             | 39. | 8.       |
| Maďarsko                      | Fábián Marozsán         | 50. | 9.       |
| Itálie                        | Lorenzo Sonego          | 56. | 10.      |
| USA                           | Alex Michelsen          | 57. | 11.      |
| Francie                       | Arthur Rinderknech      | 59. | 12.      |
| Kazachstán                    | Alexandr Ševčenko       | 60. | 13.      |
| Francie                       | Hugo Gaston             | 61. | 14.      |
|                               | Pavel Kotov             | 63. | 15.      |
| Austrálie                     | Rinky Hijikata          | 65. | 16.      |
|                               | Roman Safiullin         | 66. | 17.      |
| Žebříček ATP k 12. srpnu 2024 |                         |     |          |

### Jiné formy účasti
Následující hráči obdrželi divokou kartu do hlavní soutěže:
- Pablo Carreño Busta
- Christopher Eubanks
- Reilly Opelka

Následující hráč nastoupil pod žebříčkovou ochranou:
- Dominic Stricker

Následující hráč nastoupil jako náhradník:
- Alexandre Müller

Následující hráči postoupili z kvalifikace:
- Strong Kirchheimer
- Omni Kumar
- Tristan Schoolkate
- Learner Tien

Následující hráči postoupili z kvalifikace jako šťastní poražení:
- Nicolás Mejía
- Zachary Svajda

### Odhlášení
před zahájením turnaje
- Roberto Bautista Agut → nahradil jej  Sumit Nagal
- Matteo Berrettini → nahradil jej  Hugo Gaston
- Flavio Cobolli → nahradil jej  Christopher O'Connell
- Alejandro Davidovich Fokina → nahradil jej  Šang Ťün-čcheng
- Jack Draper → nahradil jej  Zachary Svajda
- Arthur Fils → nahradil jej  Adam Walton
- Fabio Fognini → nahradil jej  Márton Fucsovics
- Marcos Giron → nahradil jej  Botic van de Zandschulp
- Dominik Koepfer → nahradil jej  Borna Ćorić
- Pedro Martínez → nahradil jej  Rinky Hijikata
- Mackenzie McDonald → nahradil jej  Nicolás Mejía
- Giovanni Mpetshi Perricard → nahradil jej  Taró Daniel
- Brandon Nakashima → nahradil jej  Constant Lestienne
- Sebastian Ofner → nahradil jej  James Duckworth
- Max Purcell → nahradil jej  Dominic Stricker
- Emil Ruusuvuori → nahradil jej  Alexandre Müller

## Mužská čtyřhra

### Nasazení
| Stát                                                                     | Hráč              | Stát               | Hráč              | ATP | Nasazení |
| ------------------------------------------------------------------------ | ----------------- | ------------------ | ----------------- | --- | -------- |
| Spojené království                                                       | Neal Skupski      | Nový Zéland        | Michael Venus     | 36. | 1.       |
| Nizozemsko                                                               | Wesley Koolhof    | Chorvatsko         | Nikola Mektić     | 43. | 2.       |
| USA                                                                      | Austin Krajicek   | Nizozemsko         | Jean-Julien Rojer | 53. | 3.       |
| USA                                                                      | Nathaniel Lammons | USA                | Jackson Withrow   | 56. | 4.       |
| Chorvatsko                                                               | Ivan Dodig        | Česko              | Adam Pavlásek     | 62. | 5.       |
| Uruguay                                                                  | Ariel Behar       | Argentina          | Andrés Molteni    | 63. | 6.       |
| Brazílie                                                                 | Rafael Matos      | Brazílie           | Marcelo Melo      | 71. | 7.       |
| Francie                                                                  | Sadio Doumbia     | Spojené království | Lloyd Glasspool   | 74. | 8.       |
| Žebříček ATP k 12. srpnu 2024; číslo je součtem umístění obou členů páru |                   |                    |                   |     |          |

### Jiné formy účasti
Následující páry obdržely divokou kartu do hlavní soutěže:
- Nicolás Barrientos /  Skander Mansouri
- Luca Pow /  Dhakšineswar Surešh

Následující pár nastoupil z pozice náhradníka:
- Gonzalo Escobar /  Oleksandr Nedověsov

### Odhlášení
před zahájením turnaje
- Marcelo Arévalo /  Mate Pavić → nahradili je  Constantin Frantzen /  Hendrik Jebens
- Harri Heliövaara /  Henry Patten → nahradili je  Jamie Murray /  John Peers
- Rinky Hijikata /  Max Purcell → nahradili je  Gonzalo Escobar /  Oleksandr Nedověsov
- Kevin Krawietz /  Tim Pütz → nahradili je  Alexander Erler /  Robin Haase
- Rajeev Ram /  Joe Salisbury → nahradili je  Julian Cash /  Robert Galloway

## Přehled finále

### Mužská dvouhra
- Lorenzo Sonego vs.  Alex Michelsen, 6–0, 6–3

### Mužská čtyřhra
- Nathaniel Lammons /  Jackson Withrow vs.  Julian Cash /  Robert Galloway, 6–4, 6–3